# Антоненки (Кировская область)
 Антоненки  — деревня в Афанасьевском районе Кировской области в составе Гординского сельского поселения.

## География
Расположена на расстоянии примерно 7 км по прямой на юг-юго-восток от центра поселения села  Гордино.

## История
Известна с 1891 года, в 1926 здесь (выселок Антоненский или Антоненки, Луммужский) хозяйств 4 и жителей 25, в 1950  13 и 61, в 1989 12 жителей. Современное название утвердилось с 1939 года .  

## Население
Постоянное население составляло 10 человек (русские 100%) в 2002 году, 7 в 2010.